# 麻布永坂更科本店
麻布永坂 更科本店（あざぶながさか さらしなほんてん）は、東京都港区麻布十番一丁目にある1950年（昭和25年）創業のそば屋店舗。

## 概要
「麻布永坂更科本店」の屋号は、江戸の麻布永坂町で、布屋太兵衛という人が、更科そば屋「信州更科蕎麦所 布屋太兵衛」を開業したことによる。この布屋太兵衛の本名は堀井清右衛門といい、現在の「更科堀井」の初代である。
関東大震災や昭和初期の国内外の恐慌等の影響を受け、1941年（昭和16年）に廃業となった。その後、料理屋の馬場繁太郎は、「永坂更科」の商標を取得し、1950年（昭和25年） 、麻布十番一の橋に蕎麦屋「麻布永坂更科本店」が設立された。よって、「更科堀井」一門とは別の経営である。

## 沿革
- 1937年（昭和12年） - 港区内において、馬場繁太郎は弁当仕出し及び食堂「新開亭」を開業。
- 1947年（昭和22年）6月 - 料理屋馬場繁太郎が、そば屋「永坂更科製麺部新開亭」を開業。
- 1948年（昭和23年） - 戦後の混乱のなか、麻布十番一の橋に料理屋馬場繁太郎が「麻布永坂更科本店」を開業。七代目堀井松之助と馬場繁太郎との間で、「永坂更科」の商号の使用に関して公正証書による契約を締結したことによる。その後、雅叙園に勤務していた七代目堀井松之助を雇用した[2]。（後に、店名に関し裁判になり、承諾書の存在により、「麻布永坂 更科本店」と、「永坂」と「更科」の間を離すことで和解した[3]。）
- 1949年（昭和24年）10月19日 - 七代目堀井松之助、妻きん、麻布十番商店街の小林玩具店 小林勇（現・永坂更科布屋太兵衛の初代）、麻布十番商店街の組合長木村政吉により、合資会社「麻布永坂更科 総本店」設立。伝統の暖簾が再開された。（後に、八代目堀井良造は、「永坂更科」の店名商標登録が法人取得だったため、その後の厄介な問題を起こすこととなり、「大失敗でした」といった[1]。
- 1950年（昭和25年）
  - 5月23日 - 東京法務局に「麻布永坂更科本店」の商標登録出願。
  - 10月5日 - 東京法務局日本橋出張所、昭和25年10月5日受付。
- 1951年（昭和26年）5月17日 - 商標権の設定登録を受け、馬場繁太郎「株式会社麻布永坂更科本店」設立登記。
- 1955年（昭和30年）1月14日 - 馬場繁太郎没。
- 1956年（昭和31年） - 合資会社「永坂更科 総本店」設立、七代目堀井松之助、妻きんも出資したが、当初の約束で5年後に退社。
- 1957年（昭和32年） - 商号侵害をめぐる調停事件において、「麻布永坂更科本店」馬場繁太郎社長と「麻布永坂更科 総本店」小林勇社長は、両店でともに同じ称号を使うことで調停を結んだ。
- 1959年（昭和34年）11月14日 - 東京法務局、昭和24年11月14日受付、小林勇「株式会社永坂更科布屋太兵衛」設立登記。
- 1960年（昭和35年） - 堀井良造（後の「更科堀井」八代目）は大学を卒業、合資会社「永坂更科布屋太兵衛」に入社。
- 1961年（昭和36年）9月20日 - 人手不足のため「麻布永坂更科本店」の本店所在地での営業を休止。
- 1976年（昭和51年）5月11日 - 「永坂更科」の商号及び商標の差止等を求め民事一般調停の申立。
- 1980年（昭和55年）6月 - 「麻布永坂更科本店」本店所在地にて開業。
- 1984年（昭和59年）
  - 5月30日 - 朝日新聞、『永坂更科商号争い そば店しにせ敗訴』 - 「永坂更科布屋太兵衛」の小林勇社長は、「麻布永坂更科本店」の馬場進社長を相手取り、類似商号の使用禁止を求めていた民事裁判で、東京地裁は「被告は、原告会社の前身（七代目堀井太兵衛）から商号の使用許可を得ている」として、原告側の請求を棄却し、原告の訴えを退けた[4][5]。[6]。

- 2016年（平成28年） - 馬場繁二「麻布永坂更科本店」として現在に至る。

## 交通アクセス
- 鉄道
  - 都営大江戸線 - 麻布十番駅より徒歩2分、都営大江戸線 - 六本木駅より徒歩15分。
  - 東京メトロ南北線 - 麻布十番駅より徒歩2分、東京メトロ日比谷線 - 六本木駅より徒歩15分。